# Jelle Beeckman
Jelle Beeckman (15 mei 1988) is een Vlaamse kok.

## Biografie
Jelle Beeckman is geboren te Gent en is beter bekend als 'The Messy Chef'. Hij werd bekend via de Madammen op Radio 2 alwaar hij wekelijks intervenieerde als huiskok. 
Beeckman heeft tot nu vier kookboeken uitgebracht: 
- Lekker normaal, abnormaal eten (2020)
- Goei eten (2021)
- ’t Moet maar zo goed niet zijn (2022)
- F*ck granola (2023)

In 2023 deed hij mee aan De Verraders op VTM als bondgenoot.Hij nam ook deel aan Snackmasters. In 2024 was hij te zien als oud-kandidaat in De Verraders: De Ronde Tafel.

## Televisie
- Snackmasters (2023) - als deelnemer
- De Verraders (2023) - als kandidaat (bondgenoot)
- Snel, makkelijk & lekker (2023) - als kok
- Waarheid, durven of doen (2022) - als zichzelf

## Privé
Jelle Beeckman ging in het middelbaar onderwijs naar het Koninklijk Atheneum de Voskenslaan, alwaar 'Standing', 'Traditie', en 'Toekomst' de belangrijkste waarden waren. Jelle woont samen met zijn vriendin Janne, waar hij twee kinderen mee heeft: een meisje en een jongen. Hij verhuisde met haar naar Beernem, een gemeente ergens tussen Gent en Brugge, vanwaar zijn vriendin afkomstig is. 
Beeckman is de eerste van drie zonen in de familie. Na hem kwamen nog Bert en Hans. 
De Gentenaar is ook actief binnen de vriendengroep Raad der Optimisten, ontstaan op het Koninklijk Atheneum de Voskenslaan. 
- Nederlandse Thesaurus van Auteursnamen: 42827143X
- Virtual International Authority File: 16159878724018331335